# Награде за двоструки говор
Награда за двоструки говор је иронично одавање поштовања јавним говорницима који су преувеличавали ствари које су варљиве, избегавајуће, еуфемистичке, збуњујуће, или егоцентричне, тј. онима који се баве двоструким говором. Издаје га је национално веће наставника енглеског језика од 1974. године. Номиновани морају бити из Сједињених Америчких Држава, иако је 1975. године награда додељена Јасиру Арафату.
Супротно томе постоји Орвелова награда за ауторе, уреднике, или продуценте штампаног или нештампаног дела који доприносe критичким анализама јавног живота.

## Освајачи награда

### 1970-те:
- 1974 - Давид Х.Е. Опфер, прес службеник Ваздухопловства САД, због називања бомбардовања у југоисточној Азији "моралном подршком"
- 1975 - Јасир Арафат, рекавши да крвопролиће у Израелу и Палестини постоји зато што организација за ослобађање Палестине жели да они коегзистирају
- 1976 - одсек САД, за именовање координатора за послове са потрошачима "прегледач постојећих техника уноса, потицања и излазности потрошача и тражење начина за побољшање ових веза путем "комуникацијских канала с потрошачима".
- 1977 - Пентагон и Управа за истраживање и развој енергије,изјавивши да је ефикасна нуклеарна бомба она која "елиминише непријатеља са минималним оштећењем пријатељске територије".
- 1978 - Ерл Клинтон Болтон, за писање дописа Централној обавештајној агенцији (ЦИА), у којем се детаљно описује како би академци који помажу Централној обавештајној агенцији требало да се понашају када их неко испитује, укључујући и објашњавање њиховог односа са Централном обавештајном агенцијом као "допринос правилним академским циљевима" и да је свака припадност Централној обавештајној агенцији заштићена под "академском слободом" и "привилегијом и власништвом".
- 1979 - Индустрија нуклеарне енергије, за проналазак више жаргонских израза и еуфемизма пре, за време, и после инцидента на острву Три миље, укључујући однос према експлозији као "енергетска демонтажа", ватри као "брза оксидација", и несрећи реактора као "догађају", "ненормална еволуција", "нормална аберација", или "пролазна биљка".

### 1980-те:
- 1980 - Роналд Реган, за коришћење бројних говора који су садржавали нетачне тврдње, статистике, и погрешне презентације његових резултата као гувернера Калифорније
- 1981 - Александер Хејг, због изјава које је дао пред Конгресом о убиствима верских радника у Ел Салвадору
- 1982 - Републички национални одбор, за кредитирање Роналда Регана за повећање трошкова живота у социјалном осигурању који потиче из закона који је донесен пре него што је он преузео функцију
- 1983 - Роналд Реган - за називање "интерконтиненталне балистичке ракете" као "чувар мира", осуђујући земље које промовишу насиље и тероризам у другим земљама, а истовремено пружајући помоћ "Контрасима" из Никарагве
- 1984 - Одсек САД, за коришћење "незаконитог или произвољног лишавања живота" као еуфемизам за "убијање", и после инвазије САД на Гренаду, за хапшење су користили "притвор".
- 1985 - ЦИА, за приручник "Психолошке операције у герилском рату Архивирано на веб-сајту  (20. март 2020)", дистрибуиран "Контрасима" у Никарагви
- 1986 - Званичници у НАСИ, "Тиокол" и "Роквел интернационал", за коментаре изнете након катастрофе спејс-шатла Чаленџер, односећи се на експлозију као "анормална", тела астронаута као "опорављене компоненте", а према ковчезима као "контејнери за трансфер посаде"
- 1987 - Оливер Норт и Џон Поиндекстер, који су за профит направљен од Иран-Контра афере рекли да је "остатак" и "диверзија", и суптилно признавање одговорности за продају оружја, али одбијања да се то директно каже
- 1988 - Министар одбране Френк Карлући, администратор Вилијам Кров, и администратор Вилијам Фогарти, за коментаре пуне пропуста, контрадикција, заблуда и дисторзијама којим су умањили значај обарања иранског авиона 655
- 1989 - Ексон, рекли су за 54 километра обале Аљаске са нафтом да је "еколошки чиста" и у "стабилизованом окружењу", а затим се користи "третирано" уместо "чисто", и "стабилизовано" након што су сачињени извештаји о присуству нафте

### 1990-те:
- 1990 - Џорџ Х.В. Буш, за давање коментара који су били контрадикторни његовој политици, говорећи да порези неће бити повећани, а ипак их је повећао, говорећи да жене не треба да брину о добијању посла након порођаја затим уводи забрану на рачун за родитељски и медицински допуст
- 1991 - Министарство одбране, за стварање бројних еуфемизама током Заливског рата да би сакрили стварност рата, за бомбашке нападе су говорили "напори", бомбашке мисије су биле "посета положаја", и ратни авиони су били "систем оружја" или "пакети силе"
- 1992 - Џорџ Х.В. Буш, за изјаву да ће Заливски рат смањити ширење оружја на међународном нивоу, а затим и окончати америчку политику давања оружја другим земљама. Такође каже да је преусмеравање средстава из јавних школа у приватне школе родитељима дало више "избора" где да пошаљу своју децу у школу. Преувеличавање повећања пореза до којих је дошло у Арканзасу током Гувернерства Била Клинтона
- 1993 - Министарство одбране, за намерно пружање лажних информација конгресу о томе колико кошта и колико је изводљива стратешка одбрамбена иницијатива, за лажне резултате тестова у овом програму и за преувеличавање напредовања и софистицираности ових тестова и стопе успеха
- 1994 - Раш Лимбо, за изобличавање истине десетине пута у скоро 1.000 медија широм земље, укључујући и то да је рекао да су дугачки редови на бензинским станицама током 1970-их година били захваљујући страним силама нафте које се нису плашиле Џимија Картера, иако су ове линије биле највеће пре него што се Џими Картер кандидовао за председника
- 1995 - Њут Гингрич, за бројне контрадикције у његовој књизи "За обнову Америке", укључујући изјаву да "прави Американци" не криве друге за њихове проблеме и затим набраја америчке проблеме и за сваки криви неку одређену групу. Такође и за коришћење бројних заблудних еуфемизама и наслова у "Уговор са Америком", укључујући "Закон о отварању послова и повећању плата", који није садржао одредбе за отварање нових радних места или повећање плате
- 1996 - Џо Клајн, аутор "Примарне боје", где је нападао новинаре да су кршили новинарске етике које је и сам прекршио
- 1997 - Бил Клинтон, Трент Лот и Њут Гингрич, јер су учествовали у двостраначкој превари око буџетског посла за који су тврдили да ће створити уравнотежене буџете, иако је повећао потрошњу и смањио порезе
- 1998 - Правосудник америчког врховног суда Кларенс Томас, јер је критичаре назвао "неписменима" и "расистима" и јер се изјаснио против афирмативне акције када је од тога имао користи
- 1999 - Национална организација за пушке,нису подржавали други амандман и права на пушке као обавеза грађана Америке, док су говорили за контролу оружја да је тиранска, опресивна и антиамеричка

### 2000-те:
- 2000 - Индустрија дувана, за приказивање компанија дувана као профитера над децом, злостављеним женама, и жртвама катастрофе, док су продавали опасан лек који је био намењен овим групама.
- 2001 - Министарство одбране, за одношење према низу година неуспешних тестова одбрамбеног ракетног система као успех
- 2002 - Чланови школских управа у Њујорку, за уређивања одломака на енглеском језику за читање ради уклањања било ког садржаја који би могао "изазвати нелагоду било ког ученика током полагања теста"
- 2003 - Џорџ В. Буш, за лагање о иранском поседу оружја за масовно уништење и коришћење тих лажи да оправда кретање у рат
- 2004 - Администрација Џорџ В. Буша, за исту ствар као и претходне године, за манипулацију и фалсификовање обавештајних података о Ираку, за стварање еуфемизма да умањи значај мучења и затвореничког злостављања, и зато што је министарство правде затварало очи за мучење оних које су одобрили службеници из Бушове администрације
- 2005 - Филип А. Конеј, за уређивање научних извештаја како би преварио јавност о природи глобалног загревања и климатских промена и немара Бушове администрације да се бави овим питањима
- 2006 - Џорџ. В. Буш, због говора против сиромаштва и неједнакости у примањима, након што је потписао извршну наредбу којом се дозвољава извођачима да запошљавају људе испод минималне плате у подручјима које је погодио ураган Катрина
- 2007 - Алберто Гонзалес, за тврдњу да отпуштање осам америчких адвоката није било политичко, а онда је рекао да се не сећа никаквих кључних догађаја који су довели до отпуста
- 2008 - Израз "Аспирациони циљ", и таутологија и парадокс, који је употребио Џорџ В. Буш, уместо постављања рока за повлачење трупа из Ирака и уместо стварања било каквог плана за решавање глобалног загревања
- 2009 - Глен Бек, за нападање на покушаје да се реформише здравствени систем САД након што је изјавио да здравствени систем треба да се реформише

### 2010-те:
- 2010 - Дик Арми, јер је путем "Фридом Воркса Архивирано на веб-сајту  (8. април 2020)", правио лажне организације, и због приговора на покушаје да се смањи број пушача, рекавши да су они потребни за финансирање реформи здравственог система, и за оспоравање постојања глобалног загревања
- 2011 - Чед Смит, за коришћење програма савезне владе, који је претходно коришћен за дискриминацију против нативних Американаца, да би дискриминисао Черокије са делимично црним прецима
- 2012 - Амерички институт за нафту, за прављење заблудних јавних изјава о регулацији нафте и природног гаса, инсинирајући да ће било које повећање пореза смањити корпоративни и државни приход, и за изостављање утицаја нафте и природног гаса на животну средину и потрошаче, и за непријављивање финансијског сукоба интереса људи који износе ове тврдње
- 2013 - Рам Емануел, за стварање формуле за израчунавање "искоришћености школе", базираној на просечном броју ученика у свакој учионици. Школе са мањим учионицама су означене као "недовољно искоришћеним" и затваране су, док су школе са већим учионицама означене као правилно "искоришћене". Ово је контрадикторно доказима да студенти боље напредују у мањим учионицама
- 2014 - није било победника
- 2015 - Сенаторка Џони Ернст, што је у свом одговору на говор о стању нације председника Обаме поменула предложено законодавство о "Кејстон КСЛ" цевоводу као "закон о кључним пословима". Израз имплицира да се законодавство првенствено односи на отварање нових радних места, умањивање сложених еколошких питања и лобирање нафтне индустрије.
- 2016 - Доналд Трамп, за сакривање и недоследност његових изјава и предлога у потрази за председништвом САД. Комитет је навео његов "јединствени дар искоришћавања за оно што он означава непоштовањем свог противника, све док је вртео неосноване сопствене тврдње". Одбор од 5 чланова једногласно је изгласало Трампа за сумњиве двоструке говоре, с тим да је један члан рекао, "Мислим да никада нисмо имали бољи пример награде двоструког говора"
- 2017 - Келијан Конвеј, за стварање појма "алтернативне чињенице", да би се одбранила од неистине коју је изјавила о количини публике на Трамповој инаугурацији. Ово је сјајан пример посвећености Конвејеве да претвара неистине у реторичке митинге. Ова фраза задовољава све стандарде за награду за двоструки говор за "преувеличавање које је варљиво, избегавајуће, еуфемистичко, збуњујуће или себично"
- 2018 - Руди Ђулијани, адвокат Доналда Трампа, за његову изјаву 19. августа : "истина није истина"
- 2019 - Доналд Трамп, за коришћење еуфемистичког, заваравајућег, збуњујућег и егоцентричног говора. Аналитичар ЦНН-а Пол Кален тврди да Трамп користи "кодирани" језик, који му омогућава да понуди услугу за услугу (како тврди као на пример украјинском председнику Владимиру Зеленском што је нудио), а затим да је оповргне